# Filippa van Vlaanderen

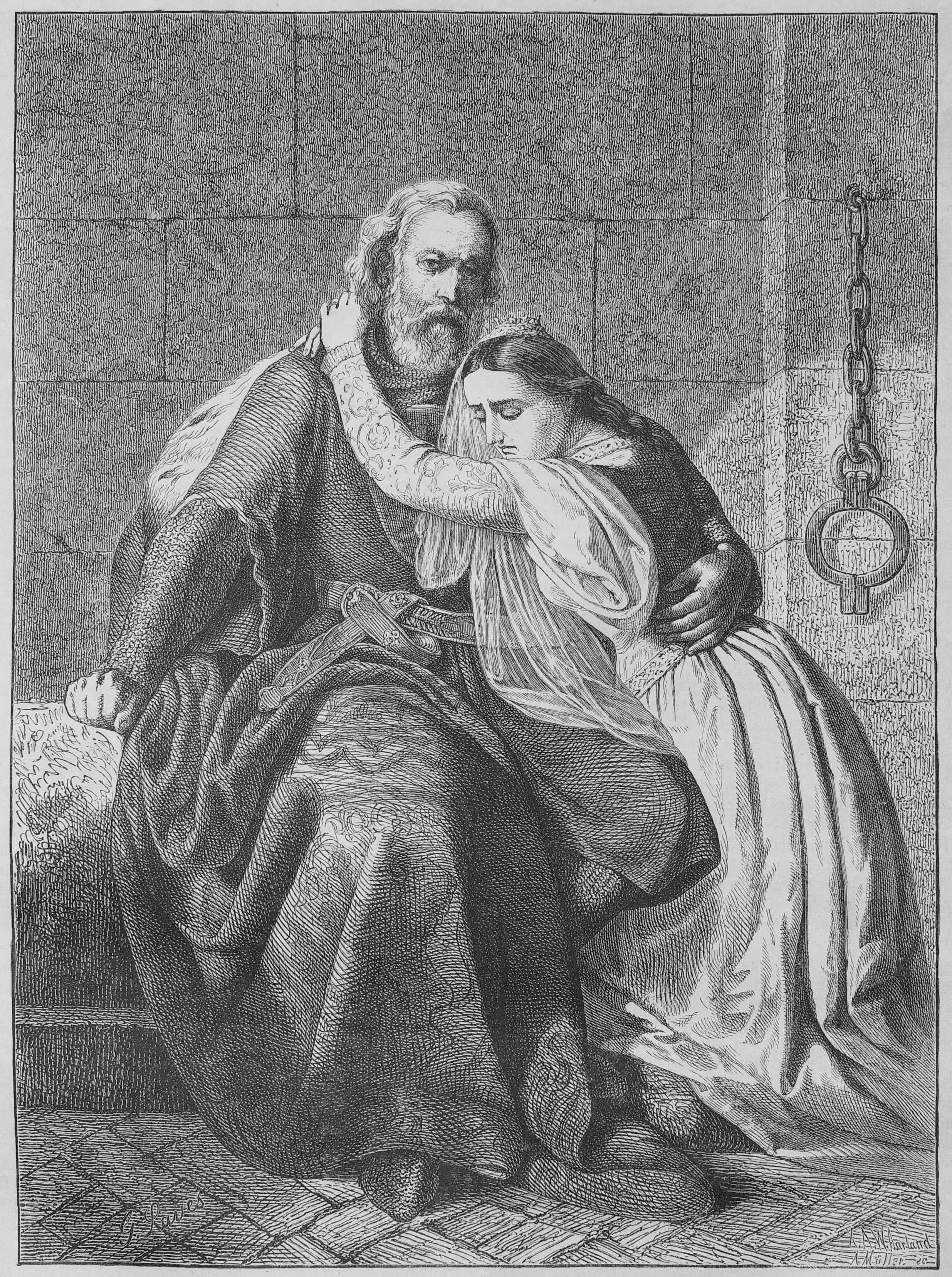
Fantasieportret van Gwijde en Fillipa van Vlaanderen in gevangenschap 1294-95

Filippa van Vlaanderen (1287? - 1306), ook Filippa van Dampierre genoemd, was een dochter van de Vlaamse graaf Gwijde van Dampierre en Isabella van Luxemburg.
De Franse koning Filips IV leefde constant in conflict met de Engelse koning Eduard I. Gwijde zocht steun bij het Engelse vorstenhuis om de autonomie van Vlaanderen en zijn rijkdom die steunde op de invoer van Engelse wol te vrijwaren. In Lier werd in 1294 een huwelijksovereenkomst tussen Filippa en de zoon van de Engelse koning, de latere Eduard II ondertekend.
De Franse koning besloot dit huwelijk niet te laten doorgaan en nodigde de nietsvermoedende graaf en zijn dochter uit naar Corbeil-sur-Seine om afscheid te nemen van Filippa vooraleer zij voorgoed naar Engeland zou vertrekken. Twee van Gwijdes zonen en een groot gevolg Vlaamse edelen werden door Filips en zijn echtgenote Johanna van Navarra met veel luister ontvangen. Toen Gwijde het huwelijk van zijn dochter aankondigde liet de Franse koning Gwijde en zijn dochter op 28 september 1294 gevangennemen.
Twee van Gwijdes zonen, waaronder Robrecht, slaagden erin hun vader, met de hulp van paus Bonifatius VIII, eind februari 1295 vrij te krijgen. Van Filippa hoorde men niets meer. Volgens de Vlamingen werd ze door vergiftiging in het Louvre omgebracht in 1306.

## Voorouders
| Voorouders van Filippa van Vlaanderen | Voorouders van Filippa van Vlaanderen                                               | Voorouders van Filippa van Vlaanderen                                               | Voorouders van Filippa van Vlaanderen                                               | Voorouders van Filippa van Vlaanderen                                               | Voorouders van Filippa van Vlaanderen                                           | Voorouders van Filippa van Vlaanderen                                           | Voorouders van Filippa van Vlaanderen                                       | Voorouders van Filippa van Vlaanderen                                       |
| ------------------------------------- | ----------------------------------------------------------------------------------- | ----------------------------------------------------------------------------------- | ----------------------------------------------------------------------------------- | ----------------------------------------------------------------------------------- | ------------------------------------------------------------------------------- | ------------------------------------------------------------------------------- | --------------------------------------------------------------------------- | --------------------------------------------------------------------------- |
| Overgrootouders                       | Gwijde II van Dampierre (–1216) ∞ 1196 Mathilde I van Bourbon (1165-1228)           | Gwijde II van Dampierre (–1216) ∞ 1196 Mathilde I van Bourbon (1165-1228)           | Boudewijn I van Constantinopel (1171-1205) ∞ 1186 Maria van Champagne (1174–1204)   | Boudewijn I van Constantinopel (1171-1205) ∞ 1186 Maria van Champagne (1174–1204)   | Ermesinde II van Namen (1186-1247) ∞ 1214 Walram III van Limburg (1180-1126)(-) | Ermesinde II van Namen (1186-1247) ∞ 1214 Walram III van Limburg (1180-1126)(-) | Hendrik II van Bar (1190-1239) ∞ 1219 Filippa (1192-1242)                   | Hendrik II van Bar (1190-1239) ∞ 1219 Filippa (1192-1242)                   |
| Grootouders                           | Willem II van Dampierre (1196-1231) ∞ 1223 Margaretha II van Vlaanderen (1202-1280) | Willem II van Dampierre (1196-1231) ∞ 1223 Margaretha II van Vlaanderen (1202-1280) | Willem II van Dampierre (1196-1231) ∞ 1223 Margaretha II van Vlaanderen (1202-1280) | Willem II van Dampierre (1196-1231) ∞ 1223 Margaretha II van Vlaanderen (1202-1280) | Hendrik V van Luxemburg (1216-1281 ∞ 1240 Margaretha van Bar (1220-1275)        | Hendrik V van Luxemburg (1216-1281 ∞ 1240 Margaretha van Bar (1220-1275)        | Hendrik V van Luxemburg (1216-1281 ∞ 1240 Margaretha van Bar (1220-1275)    | Hendrik V van Luxemburg (1216-1281 ∞ 1240 Margaretha van Bar (1220-1275)    |
| Ouders                                | Gwijde van Dampierre (±1226-1305) ∞ 1265 Isabella van Luxemburg (1247-1289)         | Gwijde van Dampierre (±1226-1305) ∞ 1265 Isabella van Luxemburg (1247-1289)         | Gwijde van Dampierre (±1226-1305) ∞ 1265 Isabella van Luxemburg (1247-1289)         | Gwijde van Dampierre (±1226-1305) ∞ 1265 Isabella van Luxemburg (1247-1289)         | Gwijde van Dampierre (±1226-1305) ∞ 1265 Isabella van Luxemburg (1247-1289)     | Gwijde van Dampierre (±1226-1305) ∞ 1265 Isabella van Luxemburg (1247-1289)     | Gwijde van Dampierre (±1226-1305) ∞ 1265 Isabella van Luxemburg (1247-1289) | Gwijde van Dampierre (±1226-1305) ∞ 1265 Isabella van Luxemburg (1247-1289) |
| Filippa van Vlaanderen (1287–1306)    |                                                                                     |                                                                                     |                                                                                     |                                                                                     |                                                                                 |                                                                                 |                                                                             |                                                                             |